# کالکوت ماتاسکلکله
کالکوت ماتاسکلکله (انگلیسی: Kalkot Mataskelekele؛ زادهٔ ۲۴ آوریل ۱۹۴۹) سیاستمدار، وکیل، و قاضی اهل وانواتو است. وی از ۱۶ اوت ۲۰۰۴ تا ۱۶ اوت ۲۰۰۹ رئیس‌جمهور این کشور بود.